# Olympische Sommerspiele 1992/Teilnehmer (Botswana)
| Gelbes Symbol für Goldmedaillen mit stilisierten Olympischen Ringen | Graues Symbol für Silbermedaillen mit stilisierten Olympischen Ringen | Braundes Symbol für Bronzemedaillen mit stilisierten Olympischen Ringen |
| ------------------------------------------------------------------- | --------------------------------------------------------------------- | ----------------------------------------------------------------------- |
| —                                                                   | —                                                                     | —                                                                       |

Botswana nahm an den Olympischen Sommerspielen 1992 in Barcelona, Spanien, mit einer Delegation von sechs Sportlern (allesamt Männer) an sechs Wettkämpfen in zwei Sportarten teil. Medaillen konnten keine gewonnen werden. Es war die vierte Teilnahme an Olympischen Sommerspielen für das Land.

## Teilnehmer nach Sportarten

### Boxen
- France Mabiletsa
  - Halbschwergewicht

Runde eins: ausgeschieden gegen Montell Griffin aus den USA nach Punkten (4:10)

### Leichtathletik
- Zachariah Ditetso
  - 5000 Meter

Runde eins: ausgeschieden in Lauf vier (Rang neun), 13:54,88 Minuten

- Bobby Gaseitsiwe
  - 1500 Meter

Runde eins: ausgeschieden in Lauf drei (Rang acht), 3:48,33 Minuten

- Benjamin Keleketu
  - Marathon

Finale: 2:45:57 Stunden, Rang 83

- Camera Ntereke
  - 400 Meter

Runde eins: ausgeschieden in Lauf sechs (Rang fünf), 47,32 Sekunden

- Mbiganyi Thee
  - 800 Meter

Runde eins: in Lauf sechs (Rang drei) für das Halbfinale qualifiziert, 1:48,04 Minuten
Halbfinale: ausgeschieden in Lauf eins (Rang fünf), 1:46,13 Minuten